# Psychotria exigua
Psychotria exigua är en måreväxtart som först beskrevs av Frederick Manson Bailey, och fick sitt nu gällande namn av Karel Domin. Psychotria exigua ingår i släktet Psychotria och familjen måreväxter. Inga underarter finns listade i Catalogue of Life.